# والریو آری
والریو آری (انگلیسی: Valerio Arri; ۲۲ ژوئن ۱۸۹۲ – ۲ ژوئیهٔ ۱۹۷۰) ورزشکار دو و میدانی اهل ایتالیا بود.
وی در مسابقات کشوری و بین‌المللی در مجموع برندهٔ ۱ مدال برنز شده است.